# Pipers Enzyklopädie des Musiktheaters
Pipers Enzyklopädie des Musiktheaters ist eine Fachenzyklopädie, die Artikel zu mehr als 2.400 Werken der darstellenden Kunst der Bereiche Oper, Operette, Musical, Ballett und Tanztheater aus allen Epochen enthält.
Die Enzyklopädie wurde von Carl Dahlhaus († 1989) in Zusammenarbeit mit dem Forschungsinstitut für Musiktheater der Universität Bayreuth (Leitung: Sieghart Döhring) herausgegeben und erschien von 1986 bis 1997 in sechs Bänden und einem Registerband im Piper Verlag. Der ursprünglich geplante zweibändige Sachteil ist nie erschienen.
Die Einträge sind nach Komponisten beziehungsweise Choreographen alphabetisch angeordnet; deren Werke sind dann chronologisch sortiert.
Die Artikel sind oft mehrere Druckseiten lang und enthalten neben Grunddaten wie den Namen der Librettisten, dem Datum und Ort der Uraufführung und einem Rollenverzeichnis längere Abschnitte zur Entstehung und zur Handlung, einen musik- und theaterwissenschaftlichen Kommentar sowie einen Abschnitt zur Wirkung und Aufführungsgeschichte. Angaben zu Autographen, Ausgaben und Sekundärliteratur beschließen die einzelnen Artikel; diskographische Angaben sind nicht enthalten.
Die Enzyklopädie enthält zahlreiche, teils farbige Fotos von Inszenierungen.

## Ausgaben
Die Enzyklopädie wurde in einer Standardausgabe und in einer in Leder gebundenen Ausgabe veröffentlicht. Die Standardausgabe wurde bereits einige Jahre nach Abschluss des Gesamtwerks verbilligt abverkauft; die Lederausgabe ist weiterhin lieferbar. Eine vergünstigte Studienausgabe oder Taschenbuchausgabe ist nicht erschienen; auch als CD-ROM oder online liegt das Werk nicht vor (Stand: 2019).

## Bibliographische Angaben
- Pipers Enzyklopädie des Musiktheaters. Bd. 1. Werke. Abbatini – Donizetti. Piper, München und Zürich 1986, ISBN 3-492-02411-4; XXII, 776 S.
- Pipers Enzyklopädie des Musiktheaters. Bd. 2. Werke. Donizetti – Henze. Piper, München und Zürich 1987, ISBN 3-492-02412-2 (Digitalisat in der Leihbibliothek des Internet Archive); XVIII, 796 S.
- Pipers Enzyklopädie des Musiktheaters. Bd. 3. Werke. Henze – Massine. Piper, München und Zürich 1989, ISBN 3-492-02413-0; XVIII, 796 S.
- Pipers Enzyklopädie des Musiktheaters. Bd. 4. Werke. Massine – Piccinni. Piper, München und Zürich 1991, ISBN 3-492-02414-9; XX, 794 S.
- Pipers Enzyklopädie des Musiktheaters. Bd. 5. Werke. Piccinni – Spontini. Piper, München und Zürich 1994, ISBN 3-492-02415-7; XVIII, 796 S.
- Pipers Enzyklopädie des Musiktheaters. Bd. 6. Werke. Spontini – Zumsteeg. Piper, München und Zürich 1997, ISBN 3-492-02421-1; XX, 826 S.
- Pipers Enzyklopädie des Musiktheaters. Bd. 7. Register (Redaktion: Uwe Steffen). Piper, München und Zürich 1997, ISBN 3-492-03972-3; 793 S.